# یاسین آکتای

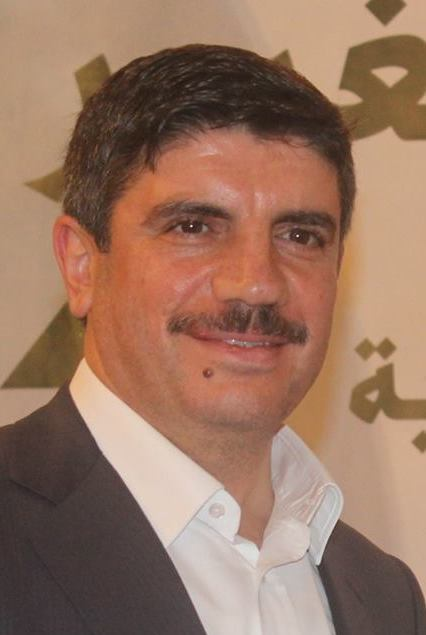
نگارهٔ یاسین آکتای، سیاست‌مدار اهل ترکیه - ۲۰۱۷

یاسین آکتای (۱۹۶۶ در سییرت، ترکیه) نایب رئیس حزب عدالت و توسعه و رئیس گروه ترکیه اتحادیه بین پارلمانی است. وی همچنین به عنوان یکی از معاونان اصلی رئیس‌جمهور ترکیه رجب طیب اردوغان شناخته می‌شود. وی پیش از اینکه این نقش را به عهده بگیرد، به عنوان سخنگوی حزب خدمت می‌کرد. یاسین آکتای به انگلیسی و عربی مسلط است. او در دوره ۲۵ از انتخابات مجلس به عنوان نماینده شهرستان سیرت انتخاب شد.

## شغل دانشگاهی
آکتای یک جامعه‌شناس در دانشگاه سلجوق در قونیه است. وی تألیف چندین کتاب مرتبط با اسلام سیاسی است.